# Kappa maki
Kappamaki (em japonês カッパまき) é um sushi com pepino. A sua etimologia é de kappa (criatura mitológica que gosta de pepino) e maki (tipo de sushi).